# Dobroe (Oblast' autonoma ebraica)
Dobroe (in lingua russa Доброе) è un centro abitato dell'Oblast' autonoma ebraica, situato nell'Oktjabr'skij rajon.